# تپه شمس‌آباد
تپه شمس‌آباد مربوط به دوران پیش از تاریخ ایران باستان - است و در شهرستان دامغان، بخش مرکزی، شرق شمس‌آباد واقع شده و این اثر در تاریخ ۲۵ اسفند ۱۳۷۹ با شمارهٔ ثبت ۳۶۳۰ به‌عنوان یکی از آثار ملی ایران به ثبت رسیده است.